# Bunker BN11

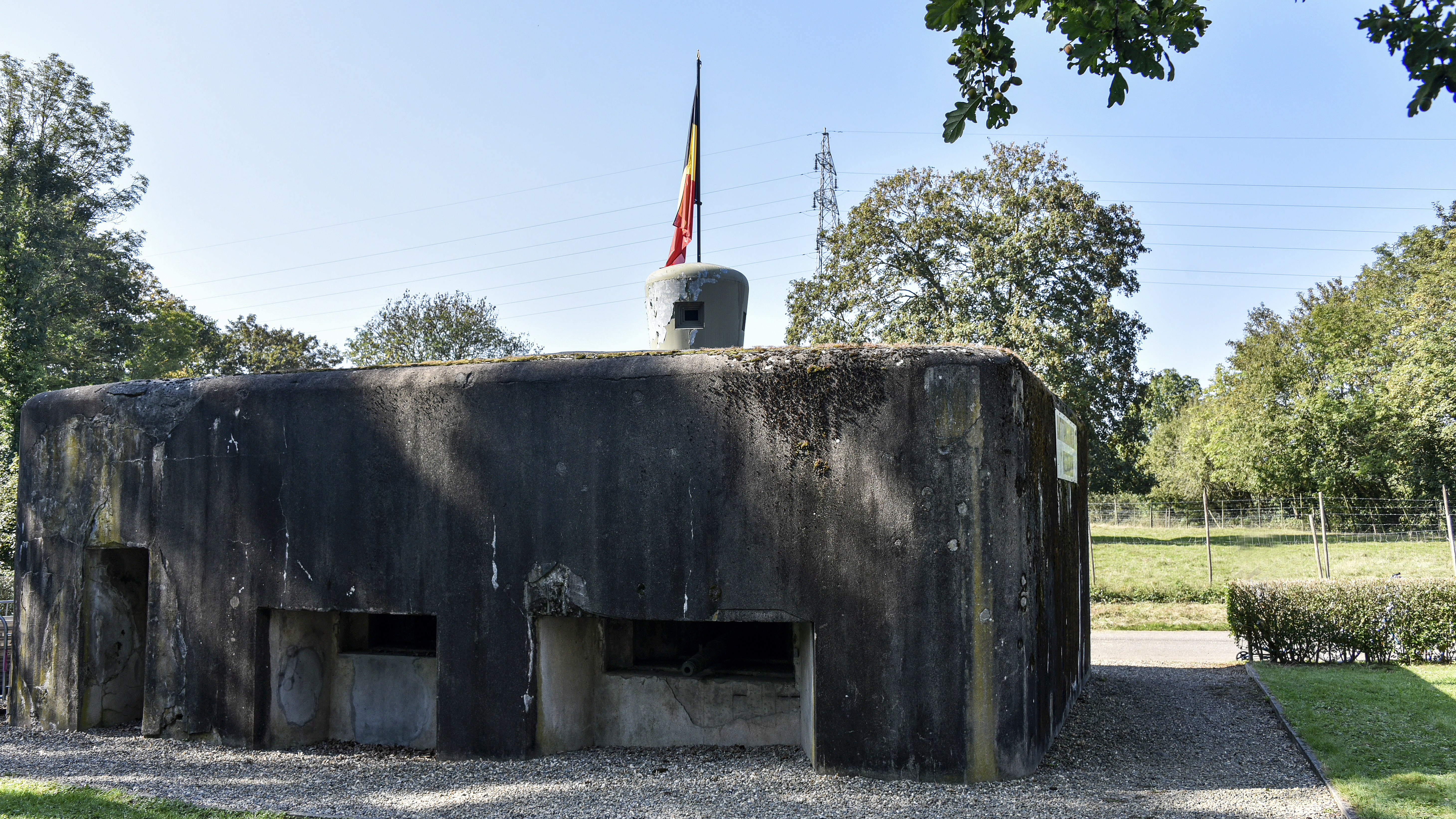
De bunker BN11

De Bunker BN11, (BN: Briegden-Neerharen) ook gekend als Bunker Verbindingskanaal BN11 is een bunker in de Belgische deelgemeente Neerharen. Haar bemanning van Grenswielrijders gekazerneerd in de kazerne de Caritat de Peruzzis te Lanaken , bewaakte de toenmalige nabijgelegen brug langs het kanaal Briegden-Neerharen (verbindingskanaal) tegen een aanval van de Duitse Wehrmacht.

## Doel
Deze antitankbunker, gebouwd in 1934, maakte deel uit van de bunkerlinie Briegden-Neerharen, een verdedigingslijn met eveneens twee sluisbunkers en verdedigde de brug die oorspronkelijk enkele tientallen meters zuidelijker lag. Het verbindingskanaal maakte deel uit van de Grensstelling maar de verdediging ervan werd steviger uitgebouwd dan deze langs het kanaal Bocholt-Herentals en die langs de Zuid-Willemsvaart. De plek werd ook beschouwd als een bruggenhoofd van het Albertkanaal. Ook de toenmalig nabijgelegen spoorlijn van Maastricht naar Hasselt, aangelegd in 1856 maakte de plek belangrijk.
Soortgelijke bunkers stonden aan dit kanaal in Tournebride (verdwenen bunker BN8), Veldwezelt (verdwenen bunker N) en Vroenhoven (bunker M die nog bestaat)

## Beschrijving
De constructie telt twee verdiepingen met een dak van 1,75 m dik op het gellijkvloers en een frontmuur van 1,9 m. Het gelijkvloers telt drie kamers met het antitankkanon, een mitrailleur en een schijnwerper. In de kelder lag de munitie en waren slaapplaatsen voorzien en toiletten. De dode hoek van de bunker werd afgedekt door de intussen verdwenen abri 55. In de kelder was en een kamer met munitieopslag, een slaapruimte en toiletten.
Oorspronkelijk beschikte de soldaten ook over een Maxim Mg op een Chardome-affuit, nu vervangen door een Browning M2. Bovenop stond een metalen observatiekoepel FM met een wand van 25 cm dik van waaruit men met een licht machinegeweer FM30 kon vuren. Van de koepel plaatste men ook een replica uit plaatstaal van 3 cm dik. Tijdens de Tweede Wereldoorlog had de Duitse bezettingsmacht de koepel losgebrand en hergebruikt. Die stond oorspronkelijk voor een groot gedeelte verzonken in een dikke laag zand bovenop het huidige dak. Het metalen dak dat de zandlaag afschermde werd ook door de Duitsers elders hergebruikt.

## Restauratie
De vzw Bunker11 nam in 2010 het initiatief om de bunker te restaureren. De zoektocht naar originele wapens bleef zonder succes. Men plaatste daarom een replica van het pantserafweerkanon 47 mm.
Er staat een plaat die herinnert aan de gebeurtenissen op 16 september 1944 toen hier hevig werd gevochten en twaalf Amerikaanse soldaten sneuvelden.

## Galerij

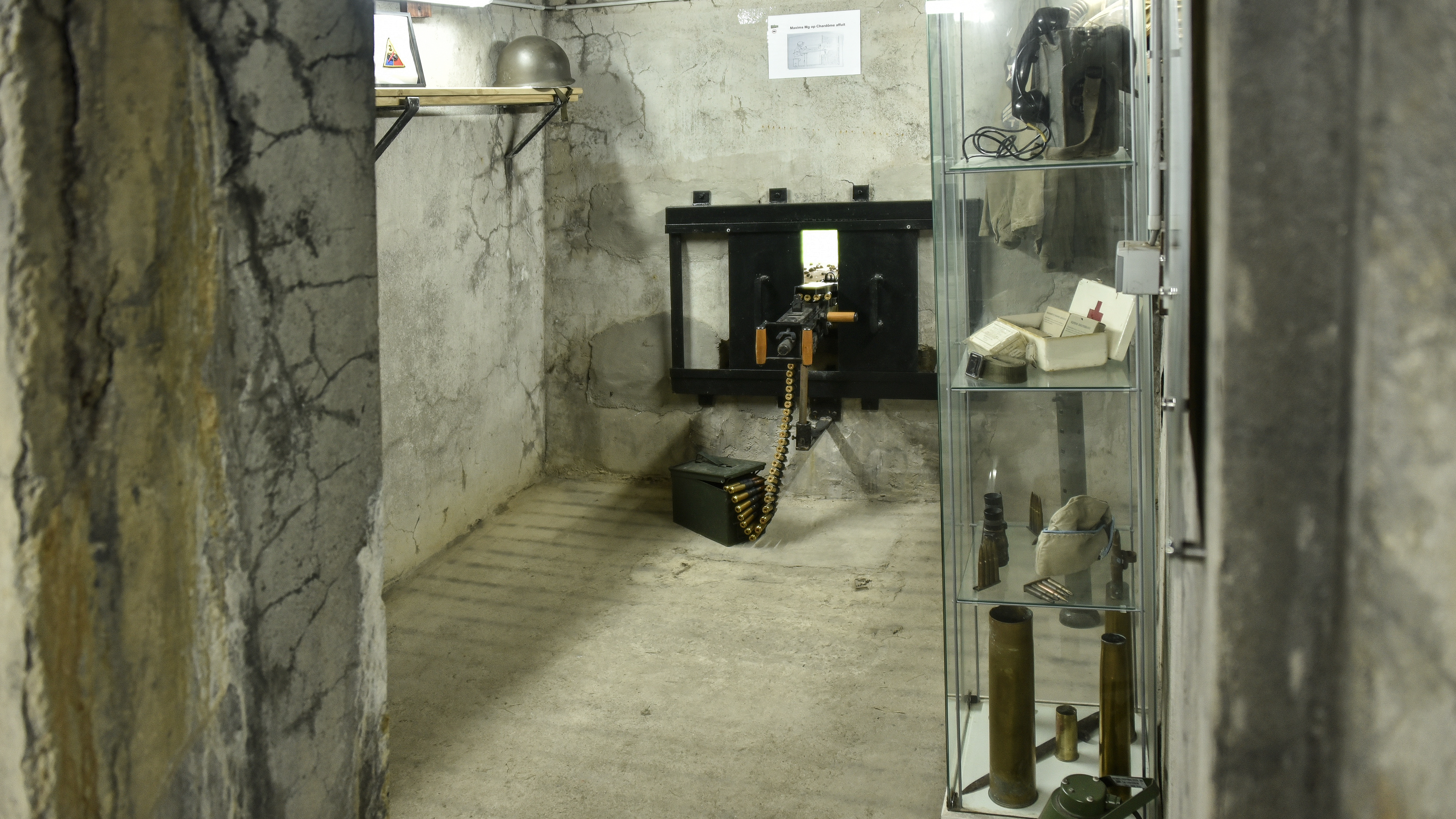
Browning M2
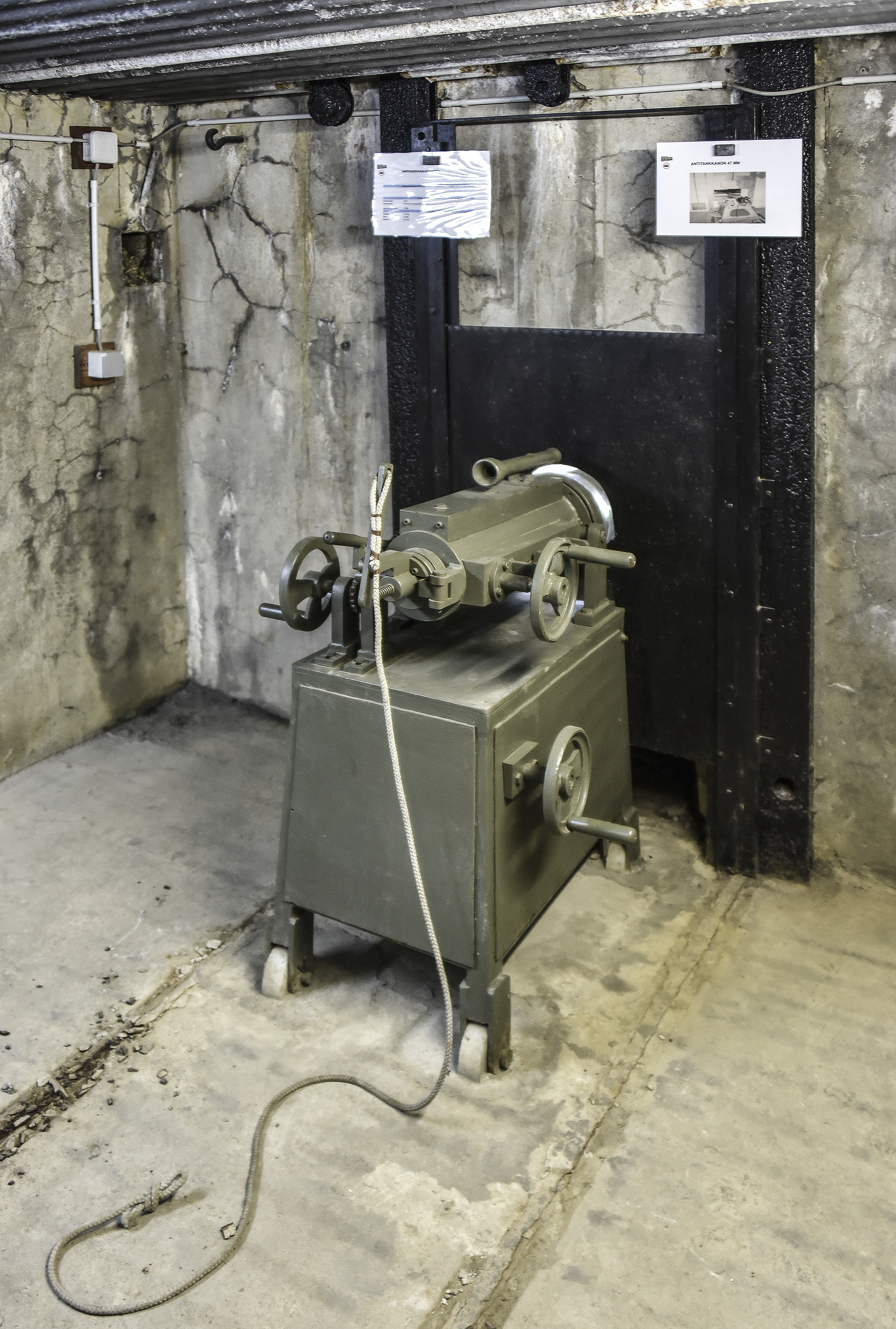
Replica antitankkanon 47 mm
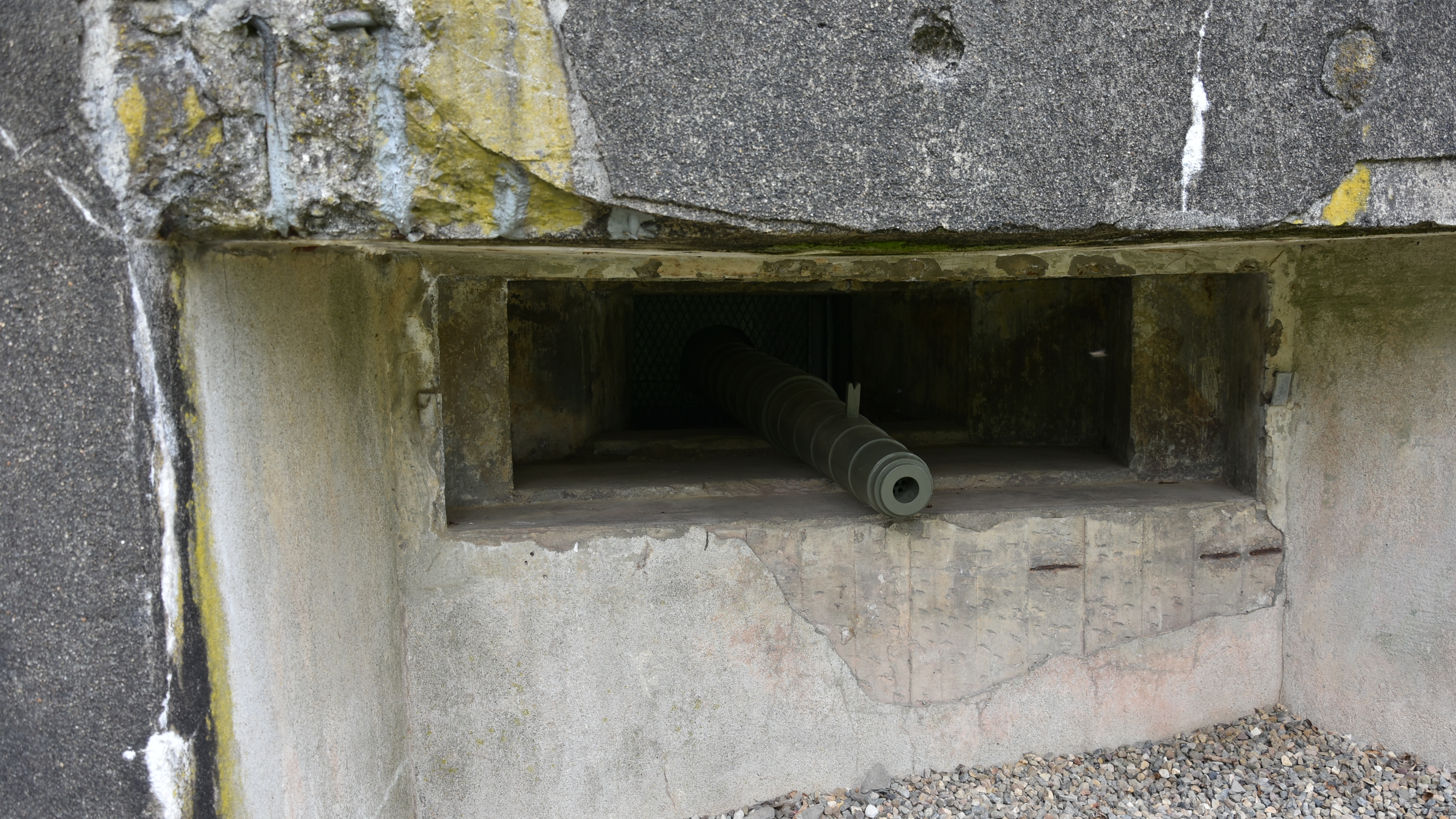
Met replica antitankkanon 47 mm
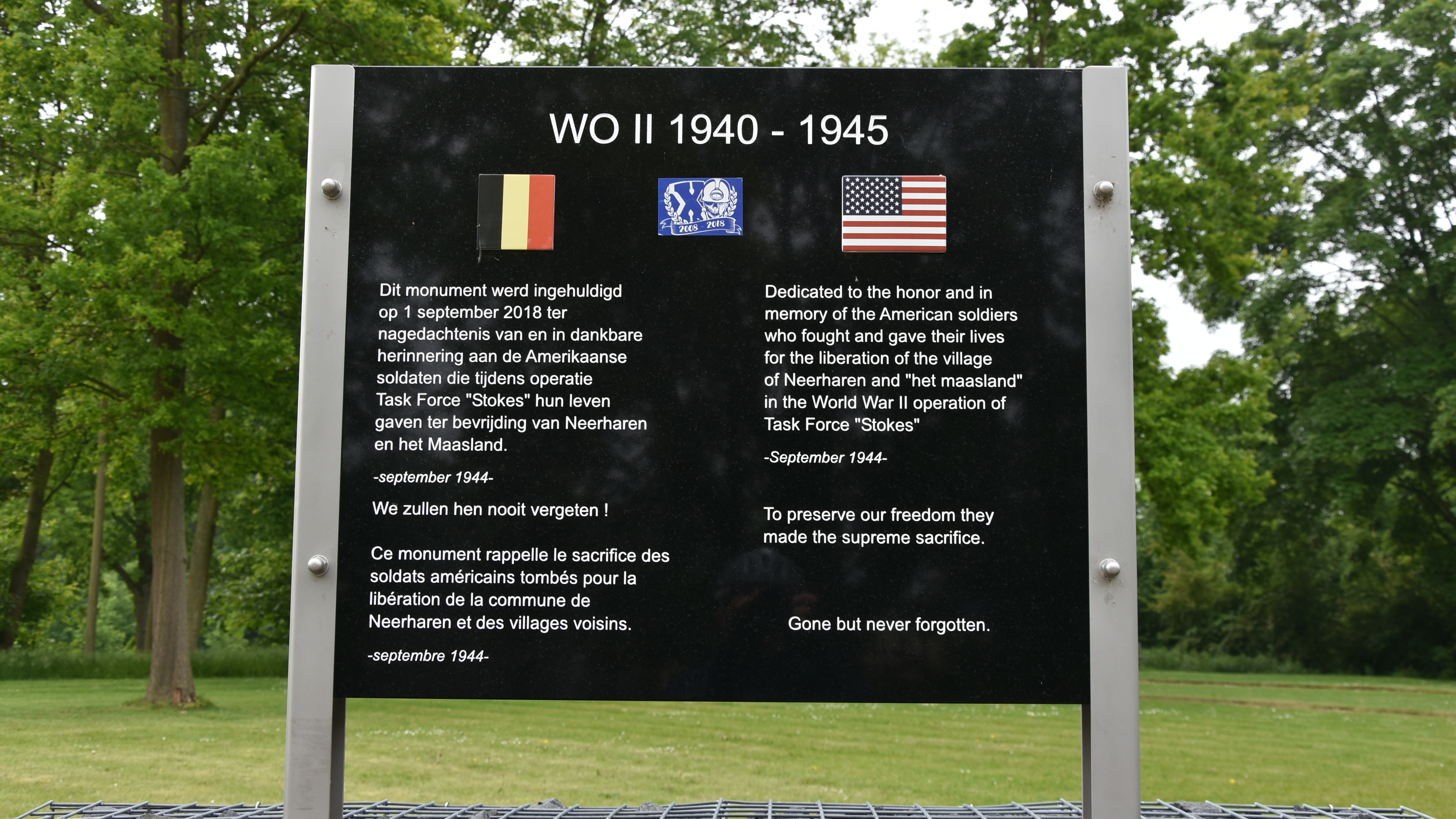
De herinneringsplaat